# Legio II Parthica
Legio segunda Parthica ou Legio II Parthica ("Segunda legião Parta") foi uma legião do exército imperial romano mobilizada pelo imperador Sétimo Severo (r. 193–211) em 197 para sua campanha contra o Império Parta (daí o cognome Parthica). A legião ainda estava ativa no início do século V e tinha como símbolos o touro e o centauro.

## Campanha contra os partas e Castra Albana (197 -século IV)
Juntamente com as suas legiões gêmeas, a I Parthica e a III Parthica, a II Parthica foi mobilizada para viabilizar o ataque à fronteira oriental do Império. A campanha foi um sucesso e Ctesifonte, a capital parta, foi tomada e saqueada. Após esta guerra, a II Parthica retornou para a Itália e ficou aquartelada perto de Roma, em Castra Albana (Albano Laziale), motivo pelo qual ela também ficou conhecida como "legião albana". A II Parthica foi a primeira legião a ser deslocada para a Itália em mais de 200 anos e como ela não estava guarnecendo de modo fixo nenhuma província romana, ela funcionava tanto como uma unidade de reserva, a ser utilizada para defender outras partes do Império, e também como um elemento de segurança contra rebeliões internas. Os imperadores do século III geralmente tinham problemas com usurpadores e Severo, ao acampar a II Parthica perto da capital, sabia muito bem disso.
Mesmo assim, a legião serviu na campanha de Severo na Britânia (208–211) e, depois, já sob Caracala (r. 211–217), contra a tribo germânica dos alamanos (213). Depois disso, a legião foi novamente enviada para a Pártia e seu comandante, Macrino (r. 217–218), foi o responsável pelo assassinato de Caracala na região em 217. No ano seguinte, porém, a II Parthica, já acampada em Apameia (na província da Síria, abandonou Macrino e se aliou com Heliogábalo (r. 218–222), apoiando a sua ascensão ao império e derrotando Macrino na Batalha de Antioquia. O novo imperador condecorou a legião com o cognome de Pia Fidelis Felix Aeterna ("sempre fiel, leal e abençoada") por isso.
Em 231, a legião lutou sob o comando de Alexandre Severo (r. 222–235) contra o Império Sassânida e retornou com o imperador para as províncias da Germânia. Foi em Mogoncíaco que Alexandre também foi assassinado em 235. Nas lutas que se seguiram para tomar o poder, a II Parthica se aliou com Maximino Trácio que, em 238, foi declarado persona no grata pelo senado romano, que nomeou Gordiano III (r. 238–244) como imperador. Maximino então marchou contra Roma para lutar por seu alegado direito, levando a II Parthica, entre outras legiões, consigo. O que aconteceu em seguida é um bom exemplo do poder político que detinha uma legião no século III: a legião como um todo entendeu que as chances de seu comandante e concluiu que apoiá-lo era mau negócio. Maximino foi então assassinado antes que pudesse provocar algum dano ao senado. Como recompensa, a II Parthica foi perdoada de ter apoiado um inimigo público e lhe foi permitido que voltasse para seu acampamento em Castra Albana.
Nas décadas seguintes, a legião foi utilizada como reforço em diversas províncias do Império e continuou a ser usada como peão nas constantes batalhas pelo trono imperial do século III O imperador Galiano (r. 253–268) condecorou a II Parthica com os títulos de V Fidelis V Pia e VI Fidelis VI Pia (respectivamente "Cinco" e "Seis vezes leal e fiel"). Porém, é incerto onde ela estava baseada quando recebeu estes títulos. Em condições normais, seria de acreditar que o imperador Valeriano a teria levado consigo em sua campanha no oriente na década de 250 e que ela teria se envolvido no desastre da derrota frente o rei Sapor I dos persas em Edessa (260), na qual o imperador foi capturado. Se sim, ela evidentemente sobreviveu ao desastre em condições de batalha e evitou os riscos posteriores de ser ligada à rebelião dos macriânios e à tentativa de independência de Palmira sob a rainha Zenóbia.
É possível que ela tenha retornado para a Europa como parte do exército dos macriânios e que tenha sido perdoada por Galiano depois, após eles terem sido derrotados. Infelizmente, não há evidências sobre o seu destino após este período.

## Na Mesopotâmia
No início do século IV, a II Parthica já tinha deixado a Itália e estava na fronteira do Tigre em meados do século, pouco antes da grande derrota romana frente aos persas em Singara, na Mesopotâmia. Em 360, o xá Sapor II (r. 309–379) atacou e conquistou a cidade fortificada romana de Bezabde (moderna Cizre, na Turquia), que estava sendo defendida pela II Parthica, II Armeniaca e a II Flavia Virtutis. De acordo com a Notitia Dignitatum, a II Parthica estava em Cefa, na Turquia, por volta de 400, sob o comando do duque da Mesopotâmia.